# Candida parapsilosis
Espèce
Synonymes
- Candida parapsilosis var. querci Uden & Carmo Souza[2]
- Candida quercitrusa S.A. Mey. & Phaff[2]
- Candida quercus (Uden & Carmo Souza) Montrocher & Claisse[2]
- Monilia parapsilosis Ashford[2]
- Mycocandida parapsilosis (Ashford) C.W. Dodge[2]
- Mycotorula parapsilopsis (Ashford) Cif. & Redaelli[2]

Candida parapsilosis est une espèce de champignons ascomycètes. Cette levure est saprophyte de la peau. Elle peut être résistante aux échinocandines.
Considéré jusqu'à présent comme inoffensif, Candida parapsilosis est actuellement considéré comme une cause significative de septicémies et d'infections de tissus chez des patients immuno-compromis.